# 克勞里 (密歇根州)
克勞里（英語：Clowry）是位於美國密歇根州馬凱特縣錢皮恩鎮區的一個非建制地區。

## 歷史
克勞里的郵局於1892年開設，但於1894年便停運。此地得名自時任西联汇款老闆羅伯特·C·克勞里（Robert C. Clowry）上校。

## 地理
克勞里所處的海拔為高於海平面473米（即1552英呎），而該地所採用的時區為UTC-5，即北美东部時區（EST）。同時該地設有夏令時間，為UTC-5調快一小時，即UTC-4（EDT）。